# Ples sa zvijezdama (4. sezona)
Četvrta sezona Plesa sa zvijezdama prikazivala se na Prvom programu HRT-a od 31. listopada do 19. prosinca 2009.
Pobjednici sezone su Franka Batelić i njezin plesni partner Ištvan Varga.

## Natjecatelji
| Zvijezda       | Profesionalni plesač/ica | Rezultat            | Izv.  |
| -------------- | ------------------------ | ------------------- | ----- |
| Sandi Cenov    | Gabriela Pilić           | Eliminirani prvi    | [ 2 ] |
| Vanessa Radman | Robert Schubert          | Eliminirani drugi   | [ 3 ] |
| Frano Lasić    | Mirjana Žutić            | Eliminirani treći   | [ 4 ] |
| Iva Šulentić   | Damir Horvatinčić        | Eliminirani četvrti | [ 5 ] |
| Vedran Mlikota | Marija Šantek            | Eliminirani peti    | [ 6 ] |
| Ana Ugarković  | Nicolas Quesnoit         | Eliminirani šesti   | [ 7 ] |
| Gordan Kožulj  | Ana Herceg               | Drugo mjesto        | [ 1 ] |
| Franka Batelić | Ištvan Varga             | Pobjednici          | [ 1 ] |

## Tijek sezone
Eliminirani par
     Par koji je bio među dva najslabija
Podebljani brojevi označavaju par s najvišim zbrojem ocjena u pojedinom tjednu.
Brojevi u kurzivu označavaju par s najmanjim zbrojem bodova u pojedinom tjednu.
| Par              | Tjedan | Tjedan | Tjedan | Tjedan | Tjedan | Tjedan   | Tjedan   | Tjedan       |
| Par              | 1.     | 2.     | 3.     | 4.     | 5.     | 6. (QF)  | 7. (PF)  | 8. (F)       |
| ---------------- | ------ | ------ | ------ | ------ | ------ | -------- | -------- | ------------ |
| Franka i Ištvan  | 34     | 36     | 38     | 36     | 38     | 40+39=79 | 39+40=79 | 40+39+40=119 |
| Gordan i Ana     | 30     | 27     | 33     | 33     | 30     | 32+36=68 | 34+36=70 | 38+36+40=114 |
| Ana i Nicolas    | 20     | 23     | 25     | 23     | 21     | 26+24=50 | 28+26=54 |              |
| Vedran i Marija  | 21     | 26     | 24     | 26     | 24     | 28+29=57 |          |              |
| Iva i Damir      | 30     | 33     | 40     | 35     | 36     |          |          |              |
| Frano i Mirjana  | 21     | 21     | 28     | 26     |        |          |          |              |
| Vanessa i Robert | 24     | 28     | 24     |        |        |          |          |              |
| Sandi i Gabriela | 22     | 21     |        |        |        |          |          |              |

Plesovi su označeni bojama: cha-cha-cha, valcer, rumba, quickstep, jive, tango, paso doble, slowfox, samba, freestyle
Najviše ocjene u sezoni:
- Iva i Damir - 40 bodova (jive - 3. epizoda)
- Franka i Ištvan - 40 bodova (quickstep - 6. epizoda)
- Franka i Ištvan - 40 bodova (slowfox - 7. i 8. epizoda)
- Franka i Ištvan - 40 bodova (slobodni stil - 8. epizoda)
- Gordan i Ana - 40 bodova (slobodni stil - 8. epizoda)

Najniže ocjene u sezoni:
- Ana i Nicolas - 20 bodova (cha-cha-cha - 1. epizoda)

Osobni rekordi svih parova:
- Vedran i Marija - 29 bodova (tango - 6. epizoda);
- Vanessa i Robert - 28 bodova (quickstep - 2. epizoda);
- Franka i Ištvan - 40 bodova (quickstep - 6. epizoda, slowfox - 7. i 8. epizoda, slobodni stil - 8. epizoda);
- Ana i Nicolas - 26 bodova (engleski valcer - 6. epizoda);
- Gordan i Ana - 40 bodova (slobodni stil - 8. epizoda);
- Iva i Damir - 40 bodova (jive - 3. epizoda);
- Sandi i Gabriela - 22 boda (engleski valcer - 1. epizoda);
- Frano i Mirjana - 28 bodova (tango - 3. epizoda;

## Gledanost
Premijerna epizoda četvrte sezone, prikazana 31. listopada 2009., privukla je gotovo milijun gledatelja.